# トーマスリビング
株式会社トーマスリビング（THOMASLIVING）は、福岡県福岡市博多区に本社を置く不動産会社。
福岡県・佐賀県・東京都・大阪府で、賃貸仲介,賃貸管理,売買仲介,テナント仲介などの地域に密着した不動産情報を取り扱う業務を行う総合不動産企業である。
オレンジの看板で「トーマスリビング」の賃貸仲介店22店舗の運営を行っている。

## 概要
- 所在地：福岡市博多区博多駅東1-9-1
- 設立：2007年12月
- 資本金：1,000万円
- 代表取締役社長：大石有機

## 沿革
- 2007年（平成19年）12月-株式会社トーマスリビング福岡設立
- 2008年（平成20年）  3月-博多本店・大橋店・香椎店・春日原店、4店舗同時オープン
- 2008年（平成20年）  5月-天神店オープン　売買部　管理部設立
- 2009年（平成21年）  5月-空室対策コンサル事業部設立　リフォーム事業開始
- 2010年（平成22年）  2月-任意売却事業開始
- 2010年（平成22年）  7月-西新店オープン
- 2010年（平成22年） 11月-二日市店オープン
- 2010年（平成22年） 12月-不動産買取再販事業開始
- 2011年（平成23年）   8月-古賀店オープン
- 2011年（平成23年）   9月-六本松店オープン
- 2012年（平成24年）　4月-建売住宅事業開始
- 2012年（平成24年）　8月-博多駅前店オープン
- 2012年（平成24年）　9月-グループ会社　株式会社トーマスRD設立
- 2013年（平成25年）　2月-海外事業部設立　台湾オフィスオープン
- 2013年（平成25年）　5月-株式会社トーマスリビングへ社名変更
- 2013年（平成25年） 10月-空室対策コンサル事業部　リノベーションスタジオオープン
- 2013年（平成25年） 11月-東京支店オープン
- 2014年（平成26年） 10月-北九州エリア　小倉店オープン
- 2015年（平成27年） 10月-福間店オープン
- 2016年（平成28年）　5月-下曽根店オープン
- 2016年（平成28年）　6月-株式会社リノリビング設立
- 2016年（平成28年）　6月-LINE@を使用してのお部屋探しサービスを開始
- 2016年（平成28年）　7月-株式会社ネクステージ設立
- 2016年（平成28年）　7月-株式会社スマートコンサル設立
- 2016年（平成28年）　10月-赤間店オープン
- 2016年（平成28年）　11月-佐賀エリア　鳥栖店オープン
- 2017年（平成29年）　5月-折尾店オープン
- 2017年（平成29年）　8月-粕屋店オープン
- 2018年（平成30年）　2月-リビングカバーオール設立
- 2018年（平成30年）　6月-大阪支店オープン
- 2018年（平成30年）　6月-黒崎店オープン
- 2018年（平成30年）　8月-リビングホールディングス設立
- 2019年（令和元年）　9月-株式会社リビングホールディングスは持株会社制に移行
- 2019年（令和元年）　9月-株式会社トーマスリビング代表取締役社長が、代表取締役会長に就任
- 2019年（令和元年）　9月-株式会社トーマスリビング代表取締役社長として、大石 有機が就任
- 2019年（令和元年）　9月-戸畑店オープン
- 2019年（令和元年）　10月-福岡空港前店オープン
- 2019年（令和元年）　11月-トーマスリビングFC原田店オープン
- 2019年（令和元年）　12月-福岡銀行より、福岡銀行保証付きの「SDGs私募債」を発行されました。
- 2020年（令和2年）　4月-企業型確定拠出年金制度を導入
- 2020年（令和2年）　8月-LEMONADE by Lemonica福岡三越店がオープン
- 2021年（令和3年）　5月-糸島で600坪の農業事業を開始
- 2021年（令和3年）　9月-株式会社リノリビングが福岡県住宅供給公社の団地リノベーションコンペティションにて最優秀案に選出
- 2021年（令和3年）　10月-JR九州の新築賃貸マンション「RJRプレシア西小倉駅前」の管理・募集を開始
- 2021年（令和3年）　10月-株式会社リノリビング 事務所を１階にフロア拡大
- 2021年（令和3年）　11月-株式会社スマートコンサルko-kinHOUSEの建築に着工
- 2021年（令和3年）　11月-小倉店 １階を改装・２階にもフロア拡大
- 2021年（令和3年）　11月-三ヶ森店オープン
- 2022年（令和4年）　3月-株式会社スマートコンサル福岡南営業所を移転
- 2022年（令和4年）　4月-株式会社リビングコンテナの志免工場が完成
- 2022年（令和4年）　4月-LEMONADE by Lemonicaイオンモール宮崎店

- 2022年（令和4年）　5月-福岡市博多区博多駅前4丁目にシェアスペースオープン
- 2022年（令和4年）　11月-買取専門店こやし屋阿佐ヶ谷店オープン
- 2022年（令和4年）　12月-Good不動産と業務提携[1]
- 2023年（令和5年）　5月-株式会社アヴニール（リビングカバーオール）を移転
- 2023年（令和5年）　8月-株式会社リビングコンテナ　コンテナサウナ販売開始
- 2023年（令和5年）　9月-買取専門店こやし屋荻窪店オープン
- 2024年（令和6年）　2月-岡山支店オープン
- 2024年（令和6年）　2月-買取専門店こやし屋大橋店オープン

## 事業所
- 本社-福岡県福岡市博多区博多駅東1-9-1PAビル2Ｆ
- 店舗-博多本店、博多駅前店、天神店、西新店、春日原店、大橋店、香椎店、六本松店、二日市店、鳥栖店、古賀店、福間店、赤間店、粕屋店、飯塚店、小倉店、下曽根店、折尾店、黒崎店、戸畑店、三ヶ森店

- 法人課-福岡県福岡市博多区博多駅東1-9-1PAビル2F
- 売買課-福岡県福岡市博多区空港前2-3-17リブラ空港前1F

- 東京支店-東京都渋谷区宇田川町3-10いちごフィエスタ渋谷9Ｆ
- 大阪支店-大阪府吹田市吹田市江坂町1-23-32リバーボール江坂8Ｆ
- 岡山支店-岡山県岡山市北区磨屋町10-20磨屋町ビル2階G
- 台北オフィス-14Ｆ.,No.137,Sec2,Nanjing E.Rd.,Zhongshan Dist.,Taipei City 10485,Taiwan
- 台中オフィス-3F.-2,No.195,Dadun 18th St.,Xitun Dist.,Taichung City 40758,Taiwan R.O.C

グループ会社
- 株式会社トーマスＲＤ-福岡県福岡市中央区天神5-3-11-3Ｆ
- 株式会社リノリビング-福岡県福岡市南区向野1-3-16-3Ｆ
- 株式会社スマートコンサル-福岡県福岡市博多区博多駅東1-9-1-2Ｆ
- 株式会社ネクステージ-福岡県福岡市博多区博多駅東1-10-4-6Ｆ
- 株式会社アヴニール-福岡県福岡市博多区古門戸町７−３
- 串焼きバルTsubomina-福岡県福岡市中央区大名2-10-2
- 合同会社アセット-福岡県福岡市中央区天神5-3-11-3Ｆ
- 株式会社リビングボックス-福岡県福岡市博多区博多駅東1-9-1-2Ｆ
- 株式会社賃貸管理マネジメント-福岡県北九州市八幡西区黒崎3-9-22-6Ｆ
- 日本ナノテック株式会社-佐賀県西松浦郡有田町南原甲872番地
- 株式会社coco Living-福岡県福岡市博多区博多駅東1-9-1-2Ｆ

## 賃貸部門成績
「LIFULL HOME'S接客グランプリ」とは
専門調査員がメール対応から接客対応までを一気通貫で覆面調査！メール対応、電話対応、店舗（分譲地）やスタッフの雰囲気、適切なご案内といった項目をお客様目線で評価し、ランキング！一定の水準に達している不動産・住宅会社を表彰するLIFULL HOME'Sの取り組みです。
- 2013年　全国3位 （10位内に1店舗）  九州1位（10位内に2店舗）
- 2014年　全国-位 （10位内に-店舗）　九州2位（10位内に1店舗）
- 2015年　全国-位 （10位内に-店舗）　九州4位（10位内に4店舗）
- 2016年　全国3位 （10位内に2店舗）  九州1位（10位内に6店舗）
- 2017年　全国-位 （10位内に-店舗）　九州5位（10位内に6店舗）
- 2018年　全国4位 （10位内に3店舗）  九州1位（10位内に6店舗）
- 2019年　全国9位 （10位内に1店舗）  九州1位（10位内に4店舗）
- 2020年　全国2位 （10位内に4店舗）  西日本1位（10位内に6店舗）
- 2021年　全国10位（10位内に1店舗） 九州3位（10位内に4店舗）
- 2022年　全国4位 （10位内に2店舗）  九州1位（10位内に6店舗）
- 2023年　全国9位（10位内に1店舗）　九州5位（10位内に4店舗）